# Th1細胞
Th1細胞（－さいぼう、英: Th1 Cell）は、CD4+T細胞（いわゆるヘルパーT細胞）の亜群であり、インターフェロン-γやインターロイキン-12（IL-12）の刺激を受けることによりナイーブT細胞とよばれる抗原タンパク質との接触経歴を持たないT細胞からの分化が誘導される。T細胞をはじめとした免疫系の細胞はサイトカイン産生能を有しているがTh1細胞により産生されるインターフェロン-γ（IFN-γ）をはじめとしたサイトカインは特にTh1サイトカインと呼ばれ、マクロファージや細胞障害性T細胞（CTL）などの細胞を活性化してウイルスや細胞内抗原の除去、自己免疫疾患の発症、抗腫瘍免疫を担う細胞性免疫などに関与していることが知られている。同様にナイーブT細胞から分化するTh2細胞はIL-4などのいわゆるTh2サイトカインを産生し、Th1細胞とTh2細胞はサイトカインを放出することにより互いの機能を抑制しあっている。

## 機能
細胞外に存在する細菌の除去はB細胞から分化した形質細胞が産生する免疫グロブリンなどが中心的役割を担う体液性免疫によって行われるが、結核菌（Mycobacterium tuberculosis）などの細胞内寄生菌の除去においては細胞性免疫が重要な役割を担っている。通常、細菌に対する免疫応答の第一線はマクロファージ等の食細胞により行われているが結核菌は食細胞内の小胞において寄生することが可能である。Th1細胞はマクロファージへのMHCクラスII分子を介した抗原提示やCD40リガンド（CD40L）、IFN-γの分泌により活性化を引き起こし、食胞内で生き残る菌を殺すことができる。結核菌への感染には家族集積性が認められ、各個人におけるTh1細胞の活性が重要な役割を果たしていると考えられている。また、Th1細胞由来のサイトカインにより活性化されたCTLは細胞障害活性を示し、感染を起こした細胞にアポトーシス（自発的細胞死）を誘導することによって破壊することが知られている。CTLは癌細胞に対してもアポトーシスを誘導するが、癌患者においてはT細胞の活性が低下しており、その機構の一つとして腫瘍細胞から放出されるTGF-βによるTh1細胞およびCTLの活性抑制が存在する。
また、Th1細胞の過活動はインターフェロン-γやリンフォトキシン（TNF-β）をはじめとした種々の炎症性サイトカインの産生を引き起こし、関節リウマチや実験的自己免疫性脳炎（EAE）、多発性硬化症、インスリン依存性糖尿病などの慢性炎症・自己免疫疾患にも関与していることが示されている。
さらに、Th1/Th2のバランスの破綻はある種の疾患の原因となることが知られている。これまでこの平衡がTh1系に強く傾くことによって過剰なTh1サイトカインが産生され自己免疫疾患の発症につながると考えられてきたが、最近の動向では自己免疫疾患の発症にはIL-17産生能を有した新しいT細胞のサブセットであるTh17細胞が関与しているという説も強く、自己免疫疾患がどちらの細胞によって引き起こされるものなのかははっきりしていない。近年ではTh1細胞の分化メカニズムやTh1/Th17バランスなどに対して注目が集まっている。

## 分化誘導

### 胸腺細胞からヘルパーT細胞への分化

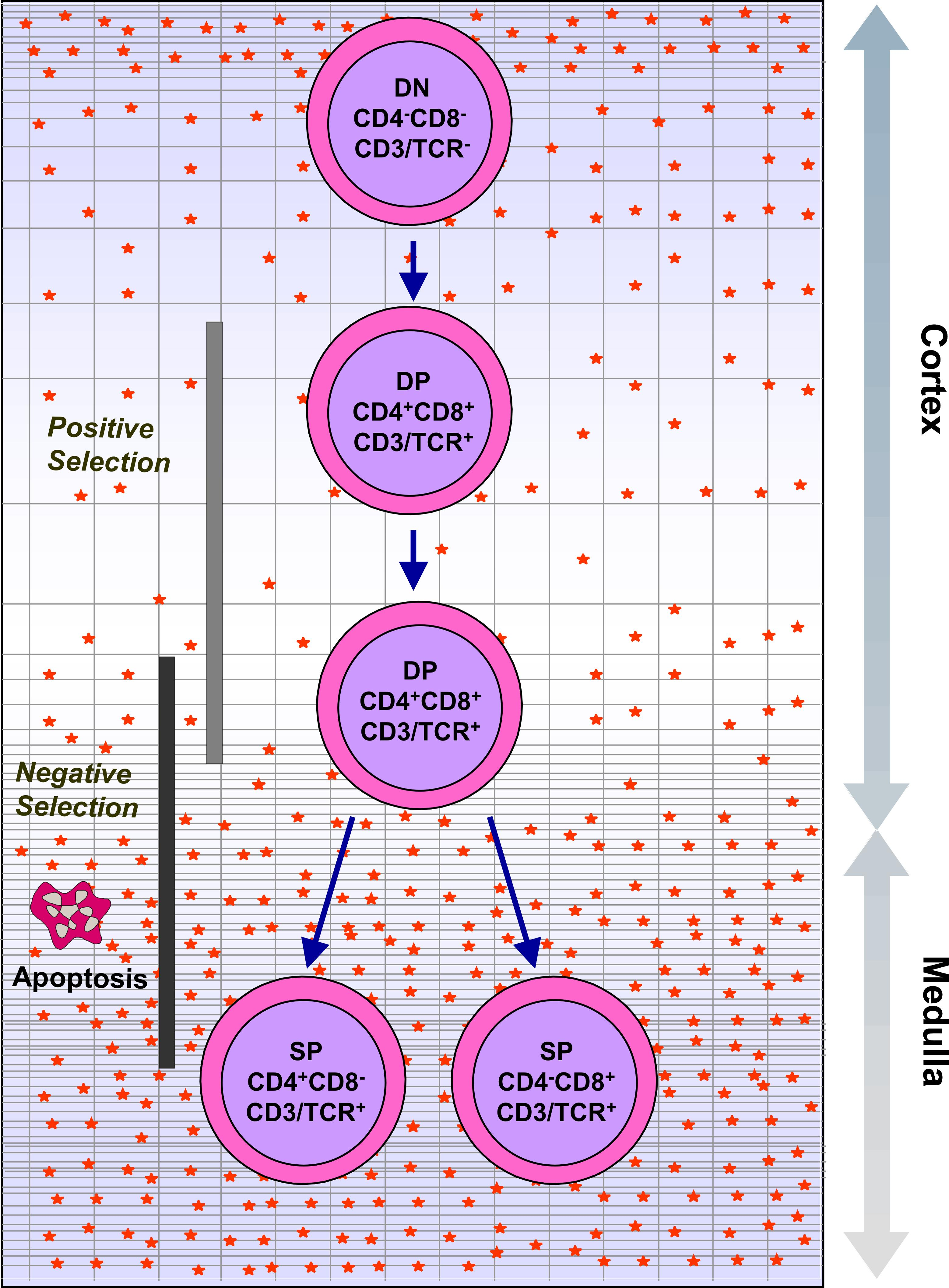
T細胞の分化機構。

T細胞は胸腺に由来する細胞である（T細胞の"T"は胸腺（Thymus）の頭文字に由来）。しかし、新生T細胞はCD4抗原もCD8抗原もなければ（ダブルネガティブ、DN）T細胞受容体（TCR）も有しない未熟な細胞である。DN細胞は分裂の繰り返しによりCD8+シングルポジティブ（SP）細胞を経てCD4+CD8+T細胞へと分化し、この中でもTCRの発現の高い細胞においてポジティブセレクションおよびネガティブセレクションと呼ばれる現象が起こる。ポジティブセレクションとはCD4+CD8+T細胞の中から外来性抗原に対して反応性を持つTCRを有するものを選別する機構であり、胸腺皮質で行われる。一方、ネガティブセレクションとは自己抗原に対して反応性を持つ細胞を選別する反応であり、ネガティブセレクションを受けた細胞はアポトーシスに導かれこの段階で脱落する。また、これらの過程中においてTCR遺伝子の再編成が行われ、TCRの多様性の形成に関与している。ポジティブセレクションが行われた細胞はその後、CD4+CD8lowT細胞を経てCD4+CD8-T細胞（ヘルパーT細胞）へと分化誘導が行われる。

### Th1細胞への分化
CD4+CD8-T細胞からIFN-γ産生能を有するTh1細胞への分化誘導は主にIFN-γの刺激により行われる（IL-12は現在否定されつつある）。
Th1分化の過程には樹状細胞をはじめとした抗原提示細胞が重要な役割を担っている。樹状細胞がToll様受容体からの刺激により成熟すると、細胞表面にCD80などの分子を発現してMHCクラスII分子を介したナイーブT細胞への抗原提示における共刺激分子として働き、T細胞を活性化させる。一方、樹状細胞への刺激はIL-12の産生を誘導することが知られており、活性化T細胞表面に存在するIL-12受容体を介して作用する。IL-12は転写因子STAT4を介してIFN-γの産生を誘導する。
また、IFN-γ自身によるIFN産生細胞（Th1）への分化誘導機構も知られており、IL-12の作用に対して協調的に働く。IFN-γの下流には転写因子STAT1が存在し、T-betの転写を活性化する。T-betタンパク質もまたT-boxファミリーに属する転写因子として機能し、IFN-γ遺伝子に作用して凝集したクロマチン構造を部分的に緩めて他の転写に関与する因子がDNAに結合しやすい状態することによりIFN-γの産生をさらに亢進させる。
その他にも、IL-18が転写因子NF-κBを介してIFN-γの産生を亢進させる経路などが存在することが報告されている。一方、Th2サイトカインであるIL-4の遺伝子はTh1分化に伴い不可逆的に抑制されTh1分化を完成させるが、その過程はよく分かっていない。